# Wctype.h
wctype.h — заголовочный файл стандартной библиотеки языка программирования Си. Содержит функции для работы с отдельными «широкими» символами.

## Функции

### Функции для «разделения» символов
| Функция   | Описание                                                            |
| --------- | ------------------------------------------------------------------- |
| iswalnum  | Проверяет, является ли символ буквой или цифрой                     |
| iswalpha  | Проверяет, является ли символ буквой                                |
| iswblank  | Проверяет, является ли символ «пустым» (пробел, табуляция и прочее) |
| iswcntrl  | Проверяет, является ли символ управляющим                           |
| iswdigit  | Проверяет, является ли символ десятичной цифрой                     |
| iswgraph  | Проверяет, имеет ли символ графическое представление                |
| iswlower  | Проверяет, является ли символ маленькой буквой                      |
| iswprint  | Проверяет, является ли символ печатаемым                            |
| iswpunct  | Проверяет, является ли символ знаком пунктуации                     |
| iswspace  | Проверяет, является ли символ пробелом                              |
| iswupper  | Проверяет, является ли символ заглавной буквой                      |
| iswxdigit | Проверяет, является ли символ шестнадцатеричной цифрой              |

### Прочие функции
| Функция  | Описание                             |
| -------- | ------------------------------------ |
| towlower | Возвращает символ в нижнем регистре  |
| towupper | Возвращает символ в верхнем регистре |

```
 
wint_t
 
towctrans
(
wint_t
 
c
,
 
wctrans_t
 
desc
);

```

Функция трансформирует символ в зависимости от строки desc.
```
 

c
 
=
 
towctrans
(
wint_t
 
c
,
 
wctrans
(
"toupper"
));
 
//перевод символа c в верхний регистр

c
 
=
 
towctrans
(
wint_t
 
c
,
 
wctrans
(
"towlower"
));
 
//перевод символа c в нижний регистр

```

### Константы
WEOF — «широкий» конец файла

## Пример использования
Перевод строки в верхний регистр:
```
#include
 
<wctype.h>

#include
 
<stdio.h>

int
 
main
 
()

{

  
int
 
i
=
0
;

  
wchar_t
 
str
[]
 
=
 
L
"Wikipedia.
\n
"
;

  
wchar_t
 
c
;

  
while
 
(
str
[
i
])
 

  
{

      
c
 
=
 
str
[
i
];

      
putwchar
 
(
toupper
(
c
));

      
i
++
;

  
}

  
return
 
0
;

}

```